# Carte porcelaine

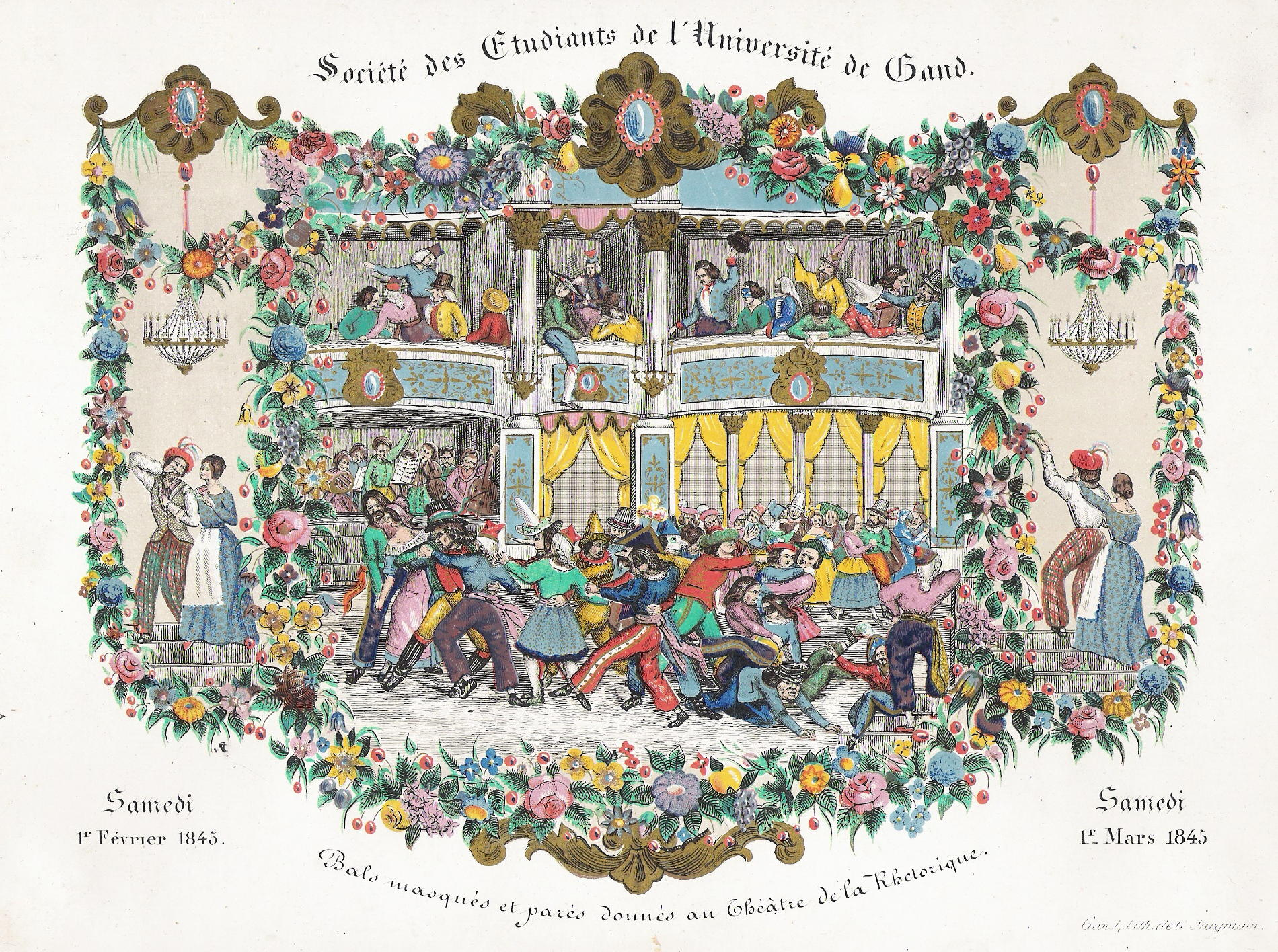
Gand, bals masqués des étudiants, 1845.

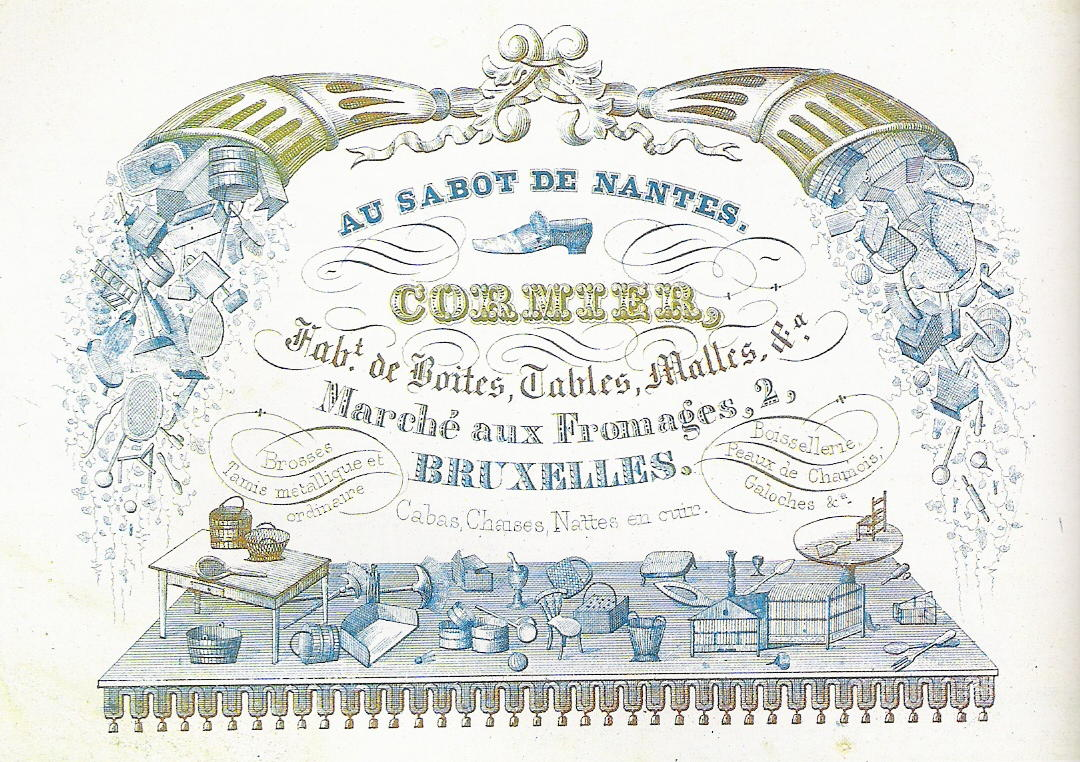
Bruxelles, boissellerie Cormier, s.d.

La carte porcelaine est une sorte de carte de visite apparue au XIXe siècle,. Imprimée à partir d'une lithographie, la carte est recouverte de céruse, qui lui donne son aspect de porcelaine.
L'industrie de la carte porcelaine est florissante en Belgique, tandis que l'Angleterre, la France et l'Allemagne n'en produiront que très peu. À Bruxelles, Anvers, Mons, Liège, et surtout à Gand et à Bruges, plusieurs ateliers ouvrent à la fin des années 1830.
La carte porcelaine peut servir de carte de visite au commerçant, de carte de vœux au cafetier ou à la société musicale, voire encore de carnet de bal.
La dangerosité de la céruse ayant été démontrée, vers les années 1860, pour celui qui la manipule, on finit par l'interdire et la carte porcelaine disparaît vers 1865.